# Lujerului
Lujerului, dawniej Armata Poporului – stacja metra w Bukareszcie, na linii M3. Stacja została otwarta w 1983. Dawna nazwa znaczy po rumuńsku „Armia Ludowa” i pochodzi od wcześniejszej nazwy pobliskiej ulicy, od roku 1997 będącej częścią Iuliu Maniu.